# پارک دوچرخه‌سواری کوهستان المپیک ریو دو ژانیرو

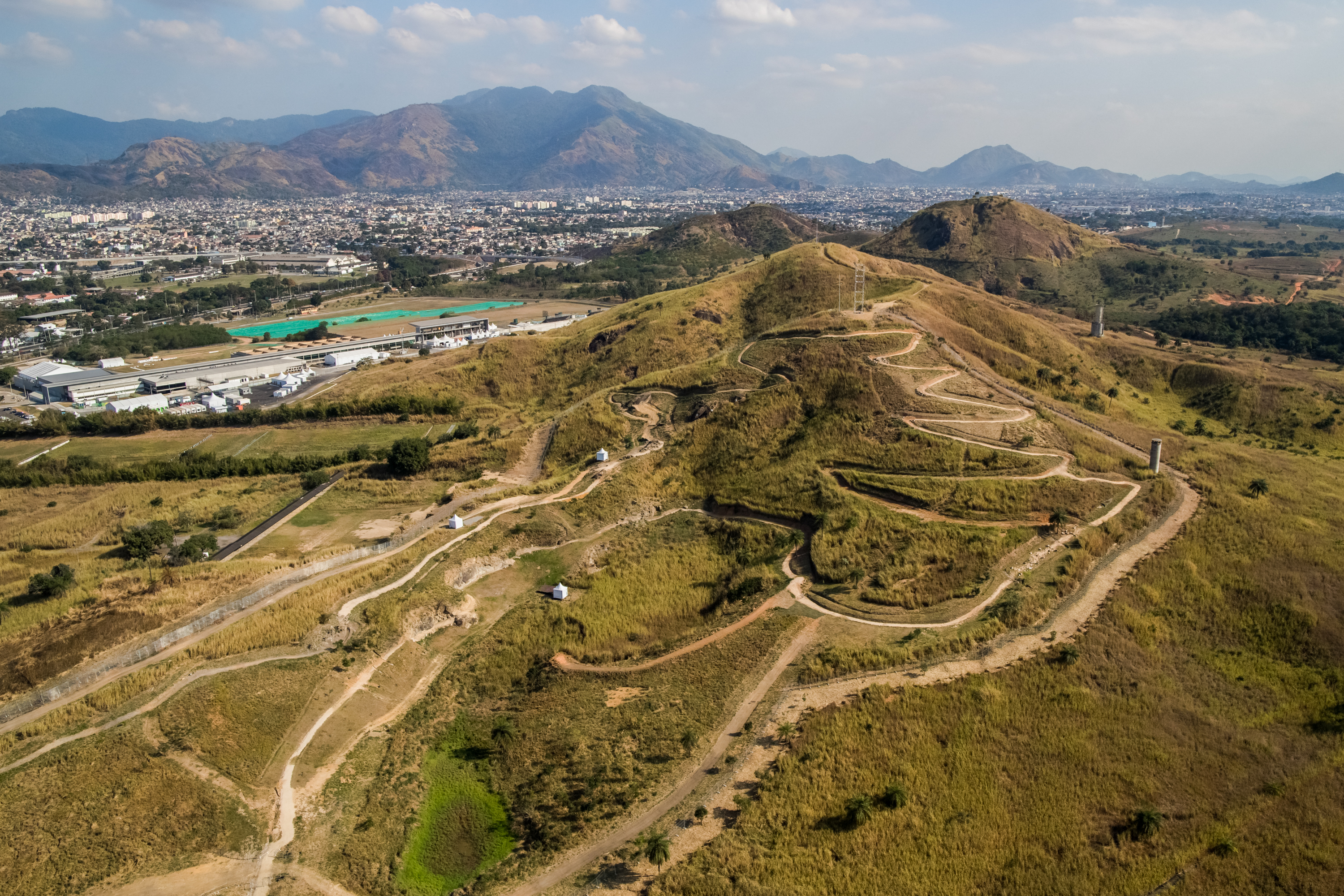
پارک دوچرخه‌سواری کوهستان

پارک دوچرخه‌سواری کوهستان المپیک (انگلیسی: Olympic Mountain Bike Park) یک ورزشگاه مخصوص دوچرخه‌سواری کوهستان در ریودو ژانیرو، برزیل است.
ابن ورزشگاه که ظرفیت آن ۵۰۰۰ نفر (نشسته + ۲۰٬۰۰۰ ایستاده) است میزبان مسابقات دوچرخه‌سواری کوهستان بازی‌های المپیک تابستانی ۲۰۱۶ است.